# Carolina Montagne Roux
Carolina Montagne Roux (París, 1859-Barcelona, 1941), o Caroline Montagne Roux, fue una diseñadora de moda y empresaria española procedente de Francia, cuya carrera tuvo lugar en Barcelona. Fue la amiga y la maestra de la modista Jeanne Lanvin.

## Biografía
Pertenecía a una familia francesa que llegó en Barcelona por motivos económicos. Era hija del fabricante de laúd Charles Montagne y de la modista parisina Anne Roux. Su hermana mayor María también se dedicó a la moda. El ambiente familiar influyó decisivamente en su vocación.
Carolina y María trabajaban, como su madre, como costureras. María se casó con el barcelones Ricard Valentí i Jover en 1877 y fundó la Casa Montagne, 'maison de couture'.
En 1885, el taller de Carolina de la calle de Santa Ana de Barcelona, es próspero y su hermana María decide de contratar a Jeanne Lanvin, entonces sombrerera de 18 años en París. En Barcelona, Jeanne aprendió el oficio en la Casa Montagne durante cinco años y estableció relaciones profesionales y amistosas con las dos hermanas.
Gracias a Jeanne Lanvin, que más tarde fundaría su casa de moda en París, el trabajo de Carolina siguió la actualidad de la moda parisina que se extiende por todo el país, propagada por el auge de las revistas de moda como L'Elegància (1867) o Modas y Labores, suplemento del Diari Catalá. En una Barcelona donde la burguesía industrial se enriquecía muy rápidamente, Caroline se convirtió en una de las diseñadoras más destacadas, mientras que muchas costureras francesas e italianas se instalaban en la ciudad. 
Con tal éxito, la Casa Montagne se trasladó a la Puerta del Ángel, y luego en la Rambla de Cataluña, número 103.
La tienda, en la que Carolina se hacía llamar "Madame Montagne", reflejaba su época y acudían los clientes en búsqueda del espíritu de París en Barcelona, como Isabel Llorach. La casa fue particularmente apreciada por sus vestidos de novia.
Fue coetánea de Joana Valls, María de Mataró o Ana Renaud, que también trabajaban para la alta burguesía catalana.
La ropa llevaba la marca “Carolina Montagne - Barcelona” o “Mme. Montaña” y “Carolina Montaña” en castellano.
En 1915, su sobrina Dolors Valentí i Montagne, la hija mayor de María Montagne y de Ricard Valentí, asumió la dirección de la Casa Montagne en 1915 y Carolina continuó trabajando allí.
En la década de 1920, la tienda de la Rambla de Cataluña se convirtió en una de las primeras representaciones de la Maison Lanvin fuera de París.
Carolina Montagne murió en 1941 y su tumba está en el cementerio de Pueblo Nuevo.

## Legado
Su obra se encuentra en colecciones contemporáneas, como la del coleccionista de arte Manuel Rocamora i Vidal. Sus creaciones, antes en el Museo Textil y de la Indumentaria, se presentan hoy en el Museo del Diseño de Barcelona. 